# Theodor-Heuss-Gymnasium Heilbronn
Das Theodor-Heuss-Gymnasium Heilbronn (THG) ist ein Gymnasium in der Innenstadt von Heilbronn. Die Wurzeln der Schule reichen zur städtischen Lateinschule des 15. Jahrhunderts zurück, die ab der Zeit um 1500 vom Geist des Humanismus geprägt war. Die Schule wurde 1620 zum Gymnasium umgebildet, hieß von 1827 bis 1938 Karlsgymnasium und trägt seit 1950 ihren heutigen Namen nach ihrem bekanntesten Schüler Theodor Heuss, dem ersten Bundespräsidenten der Bundesrepublik Deutschland. Das heutige Schulgebäude, 1956 bis 1958 nach Plänen von Peter Salzbrenner erbaut, steht als Kulturdenkmal unter Denkmalschutz.

## Geschichte

### Lateinschule
Das Theodor-Heuss-Gymnasium als ältestes Gymnasium der Stadt geht zurück auf die städtische Lateinschule. Deren Ursprünge liegen weitgehend im Dunkeln. Verglichen mit den Lateinschulen einiger Orte im näheren und ferneren Umkreis liegen auch erst relativ spät Belege einer solchen Schule in Heilbronn vor. Der früheste Nachweis einer Lateinschule stammt aus einer Stiftung der Anna Nyppergin von 1431, die verfügte, dass der lateinische Schulmeister anlässlich eines Jahrtages Chorum halten, also mit seinen Schülern singen solle. Die Schule stand in enger Verbindung mit der Stadtkirche, d. h. mit der Kilianskirche, und der Schulmeister erhielt als wichtigsten Teil seiner Besoldung ein Sechstel der Präsenz, d. h. des für die Vikare an der Stadtkirche zur Verfügung stehenden Budgets. Dafür hatte der Schulmeister mit seinem Chor mehrmals pro Woche die Gottesdienste zu begleiten.
Die ersten Schulmeister in Heilbronn dürften noch Geistliche gewesen sein, spätestens ab dem zweiten Drittel des 15. Jahrhunderts wurde die Stelle dann auch mit Verheirateten besetzt. Der alte Schulmeister Nikolaus Züdel, genannt Meister Niklas, der 1424 erstmals im Heilbronner Urkundenbuch erscheint und im Jahr 1445 der erste namentlich bekannte Schulmeister ist, war ein verheirateter Kleriker. Er übte außerdem auch das Amt des Notars aus. Der Wechsel von geistlichen zu weltlichen Schulleitern dürfte mit dem Wandel von einer kirchlichen zu einer städtischen Schule zusammenhängen, der sich ungefähr zu jener Zeit vollzog, vielleicht im Zusammenhang mit der Errichtung einer von der Stadt besetzten Predigerstelle an der Kilianskirche 1426. Die Besetzung geistlicher Ämter durch die Stadt bzw. die Umwandlung der kirchlichen in eine städtische Schule ist Teil eines Prozesses, mit dem sich die Reichsstadt Heilbronn der Einflussnahme durch andere Herrschaften, in diesem Fall des Bistums Würzburg, entzog.
Der von der Stadt jährlich eingesetzte Schulmeister (Rektor) erwählte sich selbst zwei Gehilfen (Bakkalaureus und Locat) und unterwies die Schüler in einer gemeinsamen Klasse im Latein des Mittelalters inklusive des Vortrags liturgischer Gesänge.
Die älteste erhaltene Schulordnung stammt aus der Zeit um 1470. Sie bildet mit einem um dieselbe Zeit entstandenen Bittschreiben des Schulmeisters Konrad Wegner um eine größere Lehrerwohnung die ältesten Quellen zur Schule. Die Schule, in der auch die Lehrerwohnung eingerichtet war, befand sich ursprünglich in der Grüningergasse, die ab 1478 auch Schulgasse genannt wurde.
Im Jahr 1492 wurde Konrad Költer vom Rat der Stadt Heilbronn zum vierten Rektor der Lateinschule berufen. Unter Költer, der sich 1493, als wegen einer Pestwelle der Schulbetrieb in Heilbronn ruhte, zum wiederholten Mal in Heidelberg weiterbildete, zog in der Lateinschule der Geist des Humanismus ein und die Schule erlangte über die Stadt hinausreichende Bedeutung. In Költers 35-jähriger Amtszeit besuchten u. a. der Botaniker Leonhart Fuchs und die vier Reformatoren Philipp Melanchthon, Johannes Oekolampad, Erhard Schnepf und Johann Lachmann die Schule. Zum Ende von Költers Amtszeit berief der Rat der Stadt 1527 das Scholarchat als städtisches Aufsichtsgremium der Schule, dessen vier bis zehn Mitglieder zur Hälfte geistlichen, zur Hälfte weltlichen Standes waren. 1534 befand sich die Schule in der Hemmerlingsgasse.
Unter Költers Nachfolger Kaspar Gretter wurde in den Jahren 1527 bis 1533 der Griechischunterricht eingeführt. Gretter gehörte zu den Förderern der Reformation in Heilbronn und wurde 1543 Hofprediger in Stuttgart. Gretters Nachfolger in Heilbronn war Dionysius Graf, der später Rektor der Universität in Heidelberg wurde. Zu den bedeutenden Rektoren des späten 16. Jahrhunderts zählt ebenso der Melanchthon-Schüler Johann Lauterbach, der das Amt von 1567 bis 1593 bekleidete.
Im Jahr 1544 wurde die Lateinschule in das ehemalige Franziskanerkloster am Hafenmarkt verlegt, und mit dem weiteren Wachstum der Schülerzahl gab es 1570 bereits drei und 1586 vier Klassen, im frühen 17. Jahrhundert dann auch erstmals mehrere Züge in einer Klasse. Die Lehrer wurden im Lauf der Zeit nicht mehr vom Rektor bestellt, sondern vom Rat der Stadt. Der Rektor unterrichtete selbst die oberste Klasse, die Rektoren des 15. und 16. Jahrhunderts waren zugleich Kantoren an der Kilianskirche.

### Gymnasium 1620 bis 1827
Am 23. Oktober 1620 wurde die fünfklassige Lateinschule in ein sechsklassiges Gymnasium umgewandelt. Die Pläne des Heilbronner Syndikus Kaspar Heuchelin hatten ursprünglich die Aufstockung um zwei Klassen zum Akademischen Gymnasium vorgesehen, der Rat der Stadt hatte am 15. Januar 1620 dann aber nur die Einrichtung einer Oberklasse beschlossen. Mit der Umwandlung der Schule wurden ein neuer Rektor bestellt und ein neuer, umfangreicher Lehrplan aufgestellt. Im Laufe der Zeit waren Geistliche aus dem Scholarchat der Stadt verdrängt worden, so dass das Gymnasium rein weltlich beaufsichtigt wurde.
Die Kriege und Seuchen des 17. Jahrhunderts führten zu einer Stagnation in der Entwicklung. Der zwar vom Poeta laureatus Sebastian Hornmold in seinem Panegrycus geehrte, jedoch trinksüchtige und seine Pflichten vernachlässigende Rektor Christoph Luz (im Amt 1627 bis 1634) vermochte auch nichts zur Entwicklung der Schule beizutragen. 1636 gab es nur noch 26 Schüler. Erst nach Ende des Dreißigjährigen Krieges 1648 stieg die Schülerzahl wieder, und unter Rektor Gabriel Löschenbrand (im Amt 1654 bis 1692), auf den die erste gedruckte Heilbronner Schulordnung von 1675 zurückgeht, besuchten wieder Schüler aus vielen Teilen Deutschlands die Schule.
Eine weitere Blüte erlebte die Schule unter dem Rektor Gottfried Hecking (im Amt 1718 bis 1743), der als Verfasser zahlreicher pädagogischer und philosophischer Schriften bekannt wurde und mit dessen Verpflichtung man erneut Hoffnungen zum Ausbau der Schule zum Akademischen Gymnasium verband. Als weitere bedeutende Rektoren im 18. Jahrhundert werden genannt: Georg Samuel Bernhold (1720–1760), der ein lateinisch-deutsches Lexikon verfasste, und dessen Ziehsohn Johann Rudolf Schlegel (1729–1790), der zu geschichtlichen Themen publizierte, den Unterricht reformierte und den Realschulgedanken in Heilbronn förderte. Schlegel bescheinigte, dass „das hiesige Gymnasium kein reines Gymnasium ist, in welchem nur Studierende zubereitet werden sollen, sondern mit einer Trivialschule vermischt ist, in welcher auch Leute unterrichtet werden, die nicht eigentlich zu dem gelehrten Stande, sondern zu Schreibern, Handelsleuten, Künstlern, Schulhaltern und Handwerkern bestimmt sind“.
Waren zwischen 1720 und 1760 zumeist über 160 Schüler am Gymnasium, so ging die Schülerzahl ab 1785 trotz wachsender Einwohnerzahl merklich zurück. Unter Schlegels Nachfolger Jakob Melchior Weisert (1740–1801) wurde das Gymnasium 1790 wieder auf fünf Klassen reduziert. Rektor Weisert und Präzeptor Treudt verfassten Gutachten, in denen sie die Abwanderung von qualifizierten Lehrern zu besser besoldeten Pfarrstellen, gesellschaftliche Probleme und die allgemeine Teuerung als Ursachen für den Schülerschwund ausmachten. Aus späterer Sicht galt auch die damalige Überalterung des Personals als ungünstig für die Entwicklung der Schule.

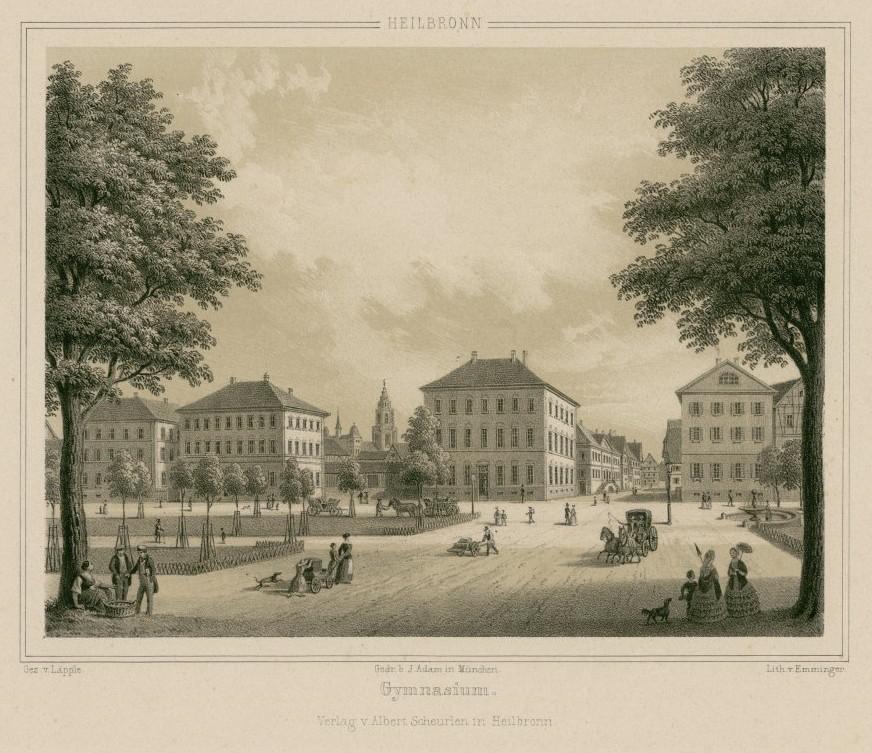
Das Gymnasium in Heilbronn in einer Ansicht von Johannes Läpple

Im Jahr 1802 kam Heilbronn an Württemberg, und nach der Verwaltungsneugliederung wurde das bis dahin reichsstädtische Gymnasium 1806 ein königlich württembergisches Gymnasium, das der Oberstudiendirektion in Stuttgart unterstellt wurde. Die württembergische Schulbehörde plante 1823, die Schule zum Lyceum umzuformen, woraufhin der Heilbronner Rat die Erweiterung der Anstalt zu einer auch den württembergischen Anforderungen an Gymnasien entsprechenden Schule beschloss.

### Karlsgymnasium 1827 bis 1938
Am 24. April 1826 wurde der Grundstein für einen Neubau gelegt, der am 29. Oktober 1827 bezogen wurde. Das nun nach dem württembergischen Kronprinzen Karl benannte Gymnasium Carolinum oder Karlsgymnasium bot sieben Gymnasialklassen sowie zwei Realklassen. Bis 1843 war bereits ein Erweiterungsbau für Gymnasial- und Realklassen, Bibliothek und naturwissenschaftliche Sammlungen entstanden, 1851 wurde außerdem das Pensionat als der Schule angeschlossenes Internat im Deutschhof eröffnet, das ab 1852 im Karmeliterkonventshaus neben der Nikolaikirche untergebracht war und 1869 einen Neubau am Gymnasium bezog. 1865 wurde außerdem eine Turnhalle erbaut.
1873 wurde die Realabteilung zu einer eigenen Realschule (der heutigen Dammrealschule) ausgegliedert. Ab 1879 gab es sogenannte B-Züge am Gymnasium, in denen anstelle von Griechisch die modernen Fremdsprachen Französisch und Englisch unterrichtet wurden.

### Wechsel in die Karlstraße

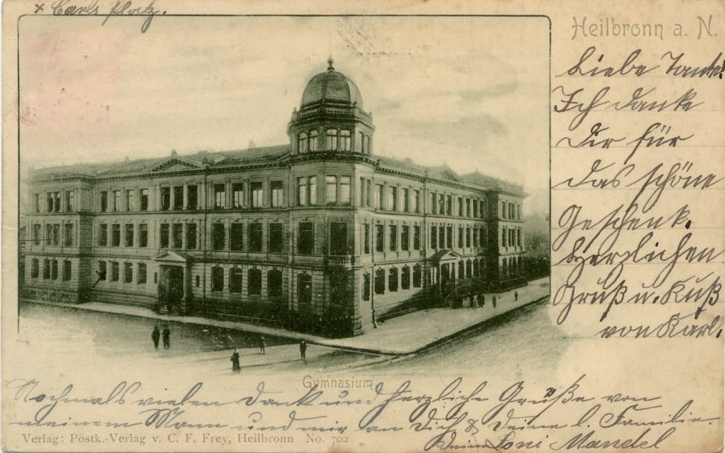
Das 1880 erbaute Gebäude in der Karlstraße um 1902

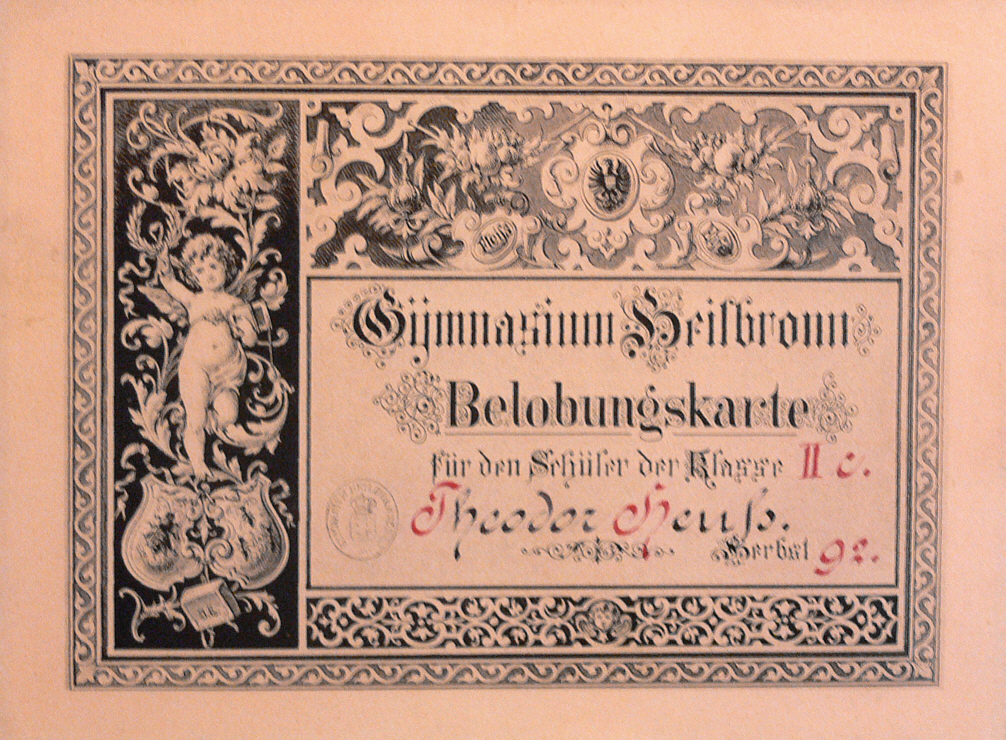
Belobung für den später namengebenden Schüler Theodor Heuss (1892)

1880 bezog die Schule einen seit 1878 errichteten Neubau an der Äußeren Karlstraße, am heutigen Standort des Gymnasiums. Als Leitspruch war auf dem Mittelturm der Schule eingemeißelt: MUSIS – PATRIAE – DEO (frei: Für die Künste, das Vaterland und Gott). Im Treppenhaus war außerdem das den Benediktinern entlehnte Motto Ora et labora (Bete und arbeite!) angebracht, das die Heilbronner aus unbekannten Gründen der ansonsten an Gymnasien üblichen Formel non scholae sed vitae (Nicht für die Schule, sondern für das Leben lernen wir) vorgezogen hatten.
Die B-Züge wurden 1905 als eigenständiges Realgymnasium ausgegliedert. War von 1850 bis 1900 die Schülerzahl von etwa 400 auf über 600 angestiegen, so ging sie durch die Ausgliederung des B-Zugs wieder auf etwa 400 zurück und sank nach 1919 durch die Bildung allgemeiner Grundschulen sowie die Konkurrenz der weiteren Heilbronner Oberschulen und Gymnasien weiter. 1938 wurde das Karlsgymnasium vorläufig mit der Knabenmittelschule zusammengeschlossen und zur Karlsoberschule umfunktioniert.
Rektor von 1898 bis 1911 war Friedrich Dürr (1843–1926), der insbesondere als Chronist der Heilbronner Stadtgeschichte in Erinnerung blieb. Der 1913 bis 1919 amtierende Rektor Wilhelm Nestle (1865–1959) war ein bedeutender Kenner der griechischen Philosophie.
Beim Luftangriff auf Heilbronn am 4. Dezember 1944 wurde das Schulgebäude, das damals als Lazarett mit Verwundeten belegt war, zerstört. Sämtliche Lehrmittel und der nicht ausgelagerte Großteil der historischen Bücherei wurden ein Raub der Flammen.
In der unmittelbaren Nachkriegszeit gab es in der kriegszerstörten Stadt zunächst nur die Vereinigten Oberschulen, die in provisorischen Unterkünften Unterricht hielten. Die altsprachlichen Klassen, die in der Tradition des Karlsgymnasiums standen, kamen zeitweilig in der Böckinger Alleenschule unter, nach Wiederherstellung eines Gebäudeflügels dann im Gebäude der Robert-Mayer-Oberschule. Die Robert-Mayer-Oberschule wurde bis 1950 vollständig wiederaufgebaut, gleichzeitig fiel der Beschluss, die darin untergebrachten Vereinigten Oberschulen nach Neu- und Altsprachlern in selbstständige Schulen aufzuteilen.

### Theodor-Heuss-Gymnasium seit 1950

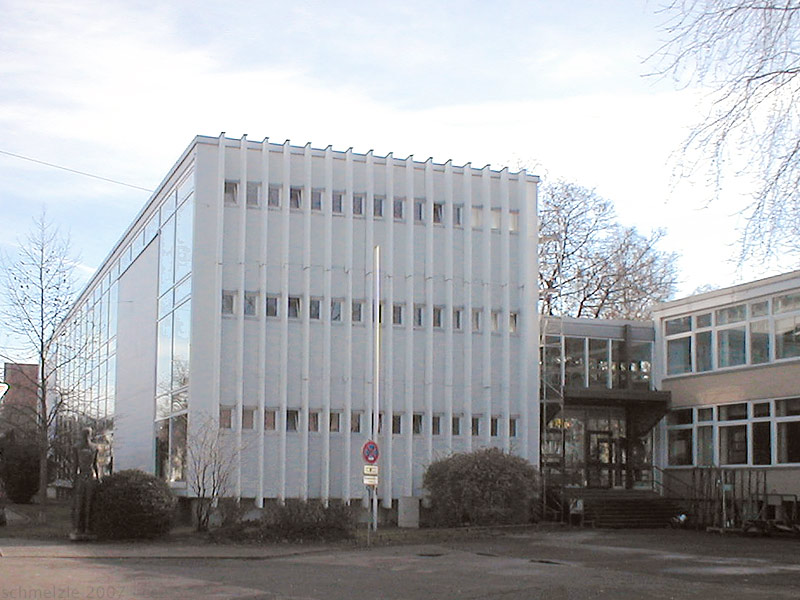
Detailansicht des Gymnasiums-Neubaus

Am 16. September 1950 erhielt der altsprachliche Zug der Vereinigten Oberschulen den Namen eines seiner berühmtesten Schüler, Theodor Heuss, der zur Einweihung der Robert-Mayer-Schulgebäudes und der Rosenauschule in Heilbronn weilte. Heuss zeigte sich gerührt und beeindruckt, da er in seiner alten Schule zweimal im „Kerker“ gesessen war, und verteidigte in seiner Festrede den Gedanken der humanistischen altsprachlichen Bildung. 1951 besuchten 335 Schüler in zwölf Klassen die Schule. Die Schülerzahl des weiterhin in den Räumen des Robert-Mayer-Gymnasiums untergebrachten Theodor-Heuss-Gymnasiums stieg kontinuierlich an, so dass 1955 vom Gemeinderat der Bau eines eigenen Schulgebäudes an der Stelle des zerstörten Karlsgymnasiums beschlossen wurde.
Den Architektenwettbewerb für den Neubau, zu dem 46 Entwürfe eingingen, konnte der damals 32-jährige Stuttgarter Architekt Peter Salzbrenner für sich entscheiden. Nach seinen Entwürfen wurde das heutige Schulgebäude an der Karlstraße von 1956 bis 1958 erbaut. Bei der Einweihung am 29. März 1958 war abermals Namenspate Theodor Heuss anwesend, der den ersten Leiter der neuen Schule, Karl Weiß, mit dem Bundesverdienstkreuz auszeichnete. Der Heilbronner Oberbürgermeister Paul Meyle betonte, dass das THG bereits die 13. nach dem Krieg neu erbaute Schule in Heilbronn sei und damit alle kriegszerstörten Schulen wiederhergestellt seien. Das Gebäude erinnert in einzelnen Aspekten an Bauten Mies van der Rohes und steht als Kulturdenkmal mittlerweile unter Denkmalschutz. Die Eingangshalle des Gymnasiums wurde mit dem Horaz-Zitat „Nil sine magno vita labore dedit mortalibus“ (Nichts hat das Leben je den Sterblichen ohne große Mühe gegeben) geschmückt, das sich einst bereits über dem Eingang zum 1869 erbauten Pensionat der Schule befunden hatte.
In den Jahren von 1960 bis 1969 war der Romanist, ehemalige NSDAP-Angehörige und Leiter des Deutschen Instituts im besetzten Frankreich Karl Epting Direktor der Schule. 1964 bis 1967 stieg die Schülerzahl durch die Einrichtung eines Aufbauzugs von 620 auf über 950 Schüler. Der Aufbauzug wurde dann dem Justinus-Kerner-Gymnasium Heilbronn angegliedert, wodurch die Schülerzahl bis 1970 auf etwa 800 sank. Mittlerweile liegt sie bei etwa 520 Schülern. 1965/66 wurde als Erweiterungsbau die sogenannte Spange zwischen Hauptgebäude und Turnhalle errichtet.

## Profile
Das seit dem Schuljahr 2006/2007 einzige Eingangsprofil beginnt in Klasse 5 mit Latein und Englisch. Als dritte Fremdsprache gibt es ab Klasse 8 die Wahlmöglichkeit zwischen Französisch und Altgriechisch. Statt einer dritten Fremdsprache kann auch das Fach NWT gewählt werden.
Für die Griechisch-Schüler des altsprachlichen Zuges wird zusätzlich Französisch-Unterricht angeboten, sodass auch im altsprachlichen Profil mehrere moderne Fremdsprachen erlernt werden können. Außerdem sollen diese Schüler die Möglichkeit erhalten, das Zertifikat eines Europäischen Gymnasiums zu erhalten. Voraussetzung ist das Erlernen von je zwei alten und zwei modernen Fremdsprachen; jeweils eine muss bis zum Abitur beibehalten werden. Auch NWT-Schüler können an der Französisch-Arbeitsgemeinschaft teilnehmen.

## Schülermitverantwortung (SMV)
Als Schülermitverantwortung (SMV) wird in Baden-Württemberg die gewählte Schülervertretung der Schüler einer Schule bezeichnet. Die SMV vertritt im Rahmen ihrer schulgesetzlichen Möglichkeiten die Schülerschaft gegenüber allen anderen Gremien einer Schule wie der Gesamtlehrerkonferenz (GLK), der Schulkonferenz oder der Elternschaft (Elternbeirat). Außerdem versucht die SMV am THG durch verschiedenste Veranstaltungen den Alltag der Schüler zu verbessern.
Im Schuljahr 2005/2006 wurden über zwanzig verschiedene Veranstaltungen durchgeführt. Dazu gehörten Unterstufen- und Faschingsdiscos, ein Schulball und ein Kulturabend sowie Fußball-, Basketball-, Volleyball- und Völkerballturniere. Ebenso gehören traditionell der Nikolaus- und Rosentag sowie ein Lollitag dazu. Die SMV am THG versucht aber auch, durch gezielte Veranstaltungen das Schulkonzept auch inhaltlich weiterzutragen: Erste-Hilfe-Kurse für Fahranfänger, politische Diskussionen, Projekte für die Eine-Welt-AG oder Bewerbungstrainingsseminare. Zudem wirkt die SMV in vielen Gremien der Schule mit, so zum Beispiel bei den Runden Tischen, in einer Suchtpräventionsinitiative, in der Schulkonferenz, zusammen mit dem Elternbeirat.

## Besonderheiten des Gymnasiums
Das Theodor-Heuss-Gymnasium Heilbronn war eine der ersten Schulen in Baden-Württemberg, die nach dem sogenannten Biberacher Modell unterrichteten.
Außerdem war es Anfang des Jahrtausends Pilotschule für mediengestützten Unterricht. Die Schule verfügt über zwei
Computerräume, mehrere voll ausgestattete Medienwagen, interaktive Tafeln (Whiteboards)
und komplette Funkvernetzung. So können in allen Klassen und Räumen
mediengestützte Unterrichtsprojekte angeboten werden. Schon ab Klasse 5 wird der sichere Umgang mit Medien thematisiert.
Des Weiteren pflegt das Theodor-Heuss-Gymnasium einen regelmäßigen Schüleraustausch mit der Heilbronner Partnerstadt Béziers.
Zu den AGs zählen unter anderem: Streitschlichter-AG, Sport-AG, Schach-AG, Tastatur-AG, Theater-AG, Informatik-AG, Schulsanitäter-AG und eine AG Veranstaltungstechnik. Neben Chor- und Orchesterangeboten gibt es auch einen Eltern-Lehrer-Schüler-Chor und den Kammerchor. Ebenfalls nicht nur für die Schülerschaft gedacht sind die regelmäßig stattfindenden Humanismus-Vorträge, in denen Hochschullehrer über Themen ihrer Forschungsarbeiten berichten.

## Bekannte Lehrer und Schüler

### Lehrer
- Leonhard Ableiter (1844–1921)
- Carl Rudolf Bertsch (1900–1967)
- Margarete Dörr (1928–2014)
- Friedrich Dürr (1843–1926)
- Gottlob Egelhaaf (1848–1934)
- Karl Epting (1905–1979)
- Christoph Eberhard Finckh (1802–1869)
- Kaspar Gretter (1501–1557)
- Gottfried Hecking (1687–1743)
- Konrad Költer (Rektor 1492–1527)
- Dieter Läpple (1938–2019)
- Johann Lauterbach (1531–1593)
- Christoph Luz (1596–1639)
- Christian Märklin (1807–1849)
- Wilhelm Bernhard Mönnich (1799–1868)
- Erwin Karl Münz (1912–1978)
- Wilhelm Albrecht Nestle (1865–1959)
- Max Planck (1822–1900)
- Julius Rieckher (1819–1878)
- Karl Weiß (1895–1959)

### Schüler
- Herbert Asmodi (1923–2007)
- Frank Bezner (* 1971)
- Reinhard Blomert (* 1951)
- Hans Böhringer (1915–1987)
- Peter Bruckmann (1865–1937)
- Alfred Bühler (1920–1991)
- Hans-Günther Bunz (1925–2022)
- Albrecht Bürkle (1916–1963)
- Max Cramer (1859–1933)
- Ulrike Demske (* 1961)
- Gustav Drautz (1887–1957)
- Ingo Držečnik (* 1971)
- Hermann Essig (1878–1918)
- Hans Fähnle (1903–1968)
- Stefan Feyerabend (1932–2018)
- Carl Robert Frühsorger (1915–2006)
- Werner Gauss (1911–1990)
- Karl Friedrich Reinhard von Gemmingen (1739–1822)
- Philipp von Gemmingen (1738–1800)
- Gustav von Gemmingen-Guttenberg (1897–1973)
- Karl von Gemmingen-Hornberg (1857–1935)
- Abraham Gumbel (1852–1930)
- Siegfried Gumbel (1874–1942)
- Martin Hägele (* 1951)
- Georg Härle (1821–1894)
- Alfred Hartranft (1847–1930)
- Franz Hasselbach (1940–2021)
- Guido Hauck (1845–1905)
- Gustav Hauck (1837–1911)
- Paul Hegelmaier (1847–1912)
- Theodor von Heigelin (1876–1930)
- Kristin Helberg (* 1973)
- Robert Held (1875–1938)
- Louis Hentges (1818–1891)
- Werner Herzog (* 1942)
- Theodor Heuss (1884–1963)
- Hartmut Höll (* 1952)
- Georg Christian Kessler (1787–1842)
- August Klett (1799–1869)
- Eugen Klöpfer (1886–1950)
- Emil Kreß (1860–1922)
- Heinrich August Kübel (1799–1855)
- Johann Ludwig Kübel (1684–1753)
- Johann Lachmann (1491–1538)
- Gustav E. Lang (1866–1951)
- Friedrich Wilhelm Loder (1757–1823)
- Philipp Melanchthon (1497–1560)
- Heinrich Münzenmaier (1883–1975)
- Georg Philipp Mylius (1696–1781)
- Johannes Oekolampad (1482–1531)
- Dominic Olariu (* 1970)
- Georg Heinrich Orth (1698–1769)
- Johann Bernhard Orth (1677–1734)
- Johann Heinrich Orth (1653–1733)
- Georg Heinrich von Pancug (1717–1783)
- Ludwig Pfau (1821–1894)
- Moriz von Rauch (1868–1928)
- Kurt Rebmann (1924–2005)
- Hans Riesser (1490–1554)
- Georg Heinrich von Roßkampff (1720–1794)
- Franz Leonhard Roth (1706–1769)
- Fred Sandback (1943–2003)[11]
- Johann Rudolf Schlegel (1729–1790)
- Wilhelm Schmid (1859–1951)
- Erhard Schnepf (1495–1558)
- Gustav Schübler (1787–1834)
- Georg Schwarzenberger (1908–1991)
- Raphael Seitz (1957–2015)
- Johann Joseph Seyler (1669–1719)
- Hermann Sihler (1883–1968)
- Horst Sitta (1936–2020)
- Achim Späth (* 1953)
- Rudolf Sperling (1888–1914)
- Hermann Strauß (1868–1944)
- Oswald Susset (1860–1945)
- Heinrich Titot (1796–1871)
- Ernst Trumpp (1828–1885)
- Gottlob Moriz Christian von Wacks (1720–1807)
- Friedrich August Weber (1753–1806)
- Lutz Wegner (* 1949)
- Karl Wüst (1840–1884)